# 南山镇 (中江县)
南山镇，曾是中华人民共和国四川省德阳市中江县曾经下辖的一个镇。2019年11月25日，德阳市人民政府宣布撤销南山镇，其所属辖区归南华镇管辖。

## 行政区划
南山镇撤销前下辖以下地区：
槐安社区、槐树店村、牵河村、普桥村、三塘村、洪波村、三马村、照壁村、新拱桥村和严家坝村。